# André Hellegers
André Hellegers (1926-1979), nació en Holanda y emigró a los Estados Unidos cuando tenía 27 años.
Médico, especializado en Ginecología y Obstetricia. Investigador distinguido en el campo de la fisiología del feto.
Fue presidente de la Sociedad para la Investigación Ginecológica y de la Sociedad de Investigación Perinatal.
Con el patrocinio del matrimonio Sargent Shriver-Eunice Kennedy, fundó en la Universidad de Georgetown el primer instituto universitario de bioética, el Instituto Joseph y Rose Kennedy para el Estudio de la Reproducción Humana y Bioética, conocido como Instituto Kennedy.
El instituto fue inaugurado el 1 de octubre de 1971.